# کولاییر (ساموخ)
کولاییر (به لاتین: Kolayır) یک منطقه مسکونی در جمهوری آذربایجان است که در شهرستان ساموخ واقع شده است. کولاییر ۲۹۷۸ نفر جمعیت دارد.